# Zásada sporu
Zásada sporu, přesněji zásada vyloučeného sporu vyjadřuje, že v témže čase a za týchž podmínek nemůže zároveň platit nějaké tvrzení a jeho protiklad.
Již pro klasickou scholastiku je zásada sporu právem prvním principem (principem poznání), a tím i obecnou zásadou. Někteří moderní filosofové (např. G.W. Leibniz) chtěli místo ní klást na první místo tzv. zásadu totožnosti, která požaduje, aby se v určité úvaze zachovával invariantní význam použitých výrazů. Nemá-li být tato zásada pouhou tautologií („Co je, je“; A=A) nebo jinou formou zásady sporu, zůstává její smysl neurčitý.
Zásadu sporu zformuloval Aristotelés takto: „Totéž nemůže zároveň náležet a nenáležet témuž a v témž vztahu.“ (Met. 4,3; 1005b 19n)
Pojem bytí zastává v této zásadě klíčovou roli. Zásada sporu je založena na pojmu bytí a nepodmíněné (automatické) neslučitelnosti bytí a nebytí. To znamená, že pokud jsoucí (to, čemu přísluší bytí) je, v čase a v daném vztahu, nemůže nebýt. Jak můžeme vidět, tak se zásada sporu úzce vztahuje k jsoucnu jako takovému, a proto lze říci, že nespadá tedy v prvé řadě do logiky, nýbrž do ontologie (ontologická zásada sporu). Zkrátka dvě kontradiktoricky protikladné věty nemohou být obě pravdivé a že proto nikdy nesmí být totéž kladeno a popřeno.